# Fritz Pölking
Fritz Pölking (Krefeld, 30 de enero de 1936 -Münster, 16 de julio de 2007) fue un fotógrafo de naturaleza y editor alemán, uno de los más conocidos fotógrafos de fauna de Europa.

## Biografía
Fritz Pölking se introdujo en el mundo de la fotografía de naturaleza de muy joven. Tras formarse y obtener un grado superior en pastelería en 1961, posteriormente se decidió por la su pasión por la fotografía, titulándose como fotógrafo en 1968. Sólo dos años después, a partir de 1970, ya comenzó a editar libros y revistas de naturaleza. Su revista Tier- und Naturfotografie (Fotografía de naturaleza y animales) feu la precursora de la actual NaturFoto. 
Fue uno de los fundadores de la Gesellschaft Deutscher Tierfotografen (“Sociedad alemana de fotógrafos de fauna”) y un activo defensor de la protección de las especies. Sus imágenes han aparecido en numerosos y renombrados periódicos y revistas, como National Geographic, Journal of Zoology, Australian Geographic, Kosmos, Terra o International Wildlife. Además de esto, él mismo público unos 30 libros propios. 
En su manual "Vogelfotografie" (“Fotografía de aves”) de 1987 describe de un modo práctico y ameno esta práctica, con numerosos consejos y anécdotas.
Se hizo conocido a nivel mundial por una foto de un ave rapaz atacando sobre el caparazón de una tortuga gigante y con la cual ganó en 1977 el concurso internacional Wildlife photographer of the year (“Fotógrafo de vida salvaje del año”).
Pölking residía in Greven (Steinfurt) con su esposa Gisela, que también era fotógrafa de naturaleza. En esta localidad, una plaza está bautizada en honor de Fritz Pölking.
Actualmente se organiza un concurso internacional de fotografía de naturaleza en su honor, el Fritz Pölking Preis.

## Premios y reconocimientos (selección)
- 1977. Wildlife photographer of the year, organizado por la BBC
- 1977. Fotógrafo del naturaleza del año de la Sociedad alemana de fotografía de naturaleza
- 1981. Fotógrafo del naturaleza del año de la Sociedad alemana de fotografía de naturaleza
- 1988. Premio en la categoría “Vistas humorísticas” del Wildlife photographer of the year, de la BBC
- 1990. Premio en la categoría “Vistas humorísticas” del Wildlife photographer of the year, de la BBC
- 1991. Premio en la categoría “Vistas humorísticas” del Wildlife photographer of the year, de la BBC
- 1992. Premio en la categoría “Vistas humorísticas” del Wildlife photographer of the year, de la BBC
- 1992. Fotógrafo del naturaleza del año de la Sociedad alemana de fotografía de naturaleza
- 1993. Premio Fritz-Steiniger
- 1993. Miembro de la Sociedad alemana de fotografía de naturaleza

## Publicaciones (selección)
- 1971. Como fotografiar aves, con dibujos de Maria Bertsch, Das Vivarium, Stuttgart
- 1977. El parque nacional de Galápagos, con dibujos de Günter Jüptner
- 2003. Fotografía de naturaleza, fauna, plantas y paisajes. Vías a una calidad profesional,
- 2005. Fotografía de naturaleza ayer y hoy. ', Galenbeck/Mecklenburg  (ISBN 3-929192-21-7)
- 2006. Fotografía digital de naturaleza práctica, 2006 (ISBN 3-88949-202-9)